# Kanton Ribemont
Ribemont is een kanton van het Franse departement Aisne. Het kanton maakt deel uit van het arrondissement Saint-Quentin.

## Gemeenten
Het kanton Ribemont omvatte tot 2014 de volgende 15 gemeenten:
- Chevresis-Monceau
- La Ferté-Chevresis
- Mont-d'Origny
- Neuvillette
- Origny-Sainte-Benoite
- Parpeville
- Pleine-Selve
- Regny
- Renansart
- Ribemont (hoofdplaats)
- Séry-lès-Mézières
- Sissy
- Surfontaine
- Thenelles
- Villers-le-Sec

Ingevolge de herindeling van de kantons bij decreet van 21 februari 2014, met uitwerking op 22 maart 2015, werd het kanton uitgebreid tot volgende 52 gemeenten:
- Alaincourt
- Annois
- Artemps
- Aubigny-aux-Kaisnes
- Bray-Saint-Christophe
- Benay
- Berthenicourt
- Brissay-Choigny
- Brissy-Hamégicourt
- Cerizy
- Clastres
- Châtillon-sur-Oise
- Chevresis-Monceau
- Cugny
- Dallon
- Dury
- Essigny-le-Grand
- La Ferté-Chevresis
- Flavy-le-Martel
- Fontaine-lès-Clercs
- Gibercourt
- Happencourt
- Hinacourt
- Itancourt
- Jussy
- Ly-Fontaine
- Mézières-sur-Oise
- Mont-d'Origny
- Montescourt-Lizerolles
- Moÿ-de-l'Aisne
- Neuvillette
- Ollezy
- Origny-Sainte-Benoite
- Parpeville
- Pithon
- Pleine-Selve
- Regny
- Remigny
- Renansart
- Ribemont
- Saint-Simon
- Seraucourt-le-Grand
- Séry-lès-Mézières
- Sissy
- Sommette-Eaucourt
- Surfontaine
- Thenelles
- Tugny-et-Pont
- Urvillers
- Vendeuil
- Villers-le-Sec
- Villers-Saint-Christophe